# Тепловой баланс котла
Тепловой баланс котла — следующее из закона сохранения энергии равенство количества располагаемой теплоты топлива, поступающего в котёл, сумме полезно используемой в нём теплоты и тепловых потерь (см. Определения). Сведение такого баланса позволяет оценить КПД котла и проверить тепловые расчёты. Выражается в величинах энергии, отнесённых к единице массы твёрдого или жидкого топлива или объёма газообразного топлива (обозначаются заглавными буквами Q) или в относительном виде, в процентах от располагаемой теплоты (обозначаются строчными буквами q, {\displaystyle q_{i}=Q_{i}/Q_{p}^{p}}):
{\displaystyle Q_{p}^{p}=Q_{1}+Q_{2}+Q_{3}+Q_{4}+Q_{5}+Q_{6}}
{\displaystyle 100\%=q_{1}+q_{2}+q_{3}+q_{4}+q_{5}+q_{6}}
Нумерация этих величин является общеупотребительной.
Располагаемая теплота топлива {\displaystyle Q_{p}^{p}}Количество теплоты, поступающей в котёл на учётную единицу (массы или объёма) топлива;
{\displaystyle Q_{p}^{p}=Q^{r}+Q_{ao}+i_{fu}+Q_{so}-Q_{C}},где {\displaystyle Q^{r}} — теплота сгорания топлива в рабочем состоянии (обычно используют низшую теплоту сгорания {\displaystyle Q_{i}^{r}}); {\displaystyle Q_{ao}} — теплота вносимого в топку с воздухом, нагретым вне котла; {\displaystyle i_{fu}} — энтальпия (физическая теплота) топлива; {\displaystyle Q_{so}} — теплота пара, подаваемого на форсунки при паровом распылении жидкого топлива; {\displaystyle Q_{C}} — теплота, затрачиваемая на разложение при горении топлива содержащихся в нём бикарбонатов. Всего в топку за единицу времени вносится энергия в количестве {\displaystyle Q_{p}=Q_{p}^{p}B}, где {\displaystyle B} — расход топлива.
Полезно используемая теплота {\displaystyle Q_{1}}Тепловая энергия, сообщаемая рабочему телу (питательной воде, нагреваемой в водогрейном котле или преобразуемой в пар в паровом, пару промперегрева). В абсолютных величинах для парового котла она равна
{\displaystyle Q_{u}=D(i-i_{f})+D_{is}(i_{i}s''-i_{i}s')+D_{b}(i_{b}-i_{f})},где {\displaystyle i}, {\displaystyle i_{f}}, {\displaystyle i_{b}}, {\displaystyle i_{i}s''}, {\displaystyle i_{i}s^{\prime }} — энтальпии свежего пара, питательной воды, продувочной воды и пара до и после промперегрева; {\displaystyle D}, {\displaystyle D_{is}}, {\displaystyle D_{b}} — расходы свежего пара, пара промперегрева и продувки соответственно. {\displaystyle Q_{1}={\frac {Q_{u}}{B}}}
Потери теплоты с уходящими газами {\displaystyle Q_{2}}Равны разности энтальпий состояния газов на выходе и воздуха, входящего в котёл.{\displaystyle Q_{1}=(I_{xg}-\alpha _{xg}I_{ca}^{O})(1-q_{4})},
где {\displaystyle I_{xg},I_{ca}^{O}} — энтальпии уходящих газов на выходе из котла и теоретически необходимого на горение количества воздуха ненагретого, {\displaystyle \alpha _{xg}} — избыток воздуха в уходящих газах, {\displaystyle q_{4}} в долях (на несгоревшее топливо воздуха не нужно).
Потери теплоты с химическим недожогом {\displaystyle Q_{3}}Учитывают выход из котла горючих газообразных элементов (H2, CH4) или продуктов неполного сгорания (CO). При теплоте сгорания {\displaystyle j}-го такого компонента {\displaystyle Q_{j}} и выходе на единицу топлива {\displaystyle V_{j}}
{\displaystyle Q_{3}=\sum V_{j}Q_{j}}.
Потери теплоты с механическим недожогом {\displaystyle Q_{4}}Потери с твёрдым непрореагировавшим топливом, переходящим в состав золы (обычно это кокс, удельная теплота сгорания которого значительна). Состоит из потерь со шлаком (выпадающим в топке) и уносом (выносом топлива в систему золоулавливания и дымовую трубу), обычно учитываемых раздельно (поскольку содержание горючих в золе уноса {\displaystyle \Gamma _{\text{ун}}} и шлаке {\displaystyle \Gamma _{\text{шл}}} сильно отличается):
{\displaystyle Q_{4}=Q_{4}^{\text{шл}}+Q_{4}^{\text{ун}}},
{\displaystyle Q_{4}^{\text{шл}}=Q_{\Gamma }A^{r}a_{\text{шл}}{\Gamma _{\text{шл}} \over 1-\Gamma _{\text{шл}}}},
{\displaystyle Q_{4}^{\text{ун}}=Q_{\Gamma }A^{r}a_{\text{шл}}{\Gamma _{\text{ун}} \over 1-\Gamma _{\text{ун}}}},
где {\displaystyle Q_{\Gamma }} — теплота сгорания горючих (для углерода примерно 32,6 МДж/кг), {\displaystyle a_{\text{шл, ун}}} — доли удаления золы со шлаком и уносом, {\displaystyle A^{r}} — зольность рабочей массы топлива.
Потери теплоты в окружающую среду {\displaystyle Q_{5}}Потери от охлаждения внешних поверхностей котла. Для данного котла абсолютная потеря на наружное охлаждение — почти постоянная величина (соответственно, {\displaystyle Q_{5}\sim 1/B}), она меньше для котлов большей мощности (с меньшей удельной поверхностью).
Потери теплоты со шлаком {\displaystyle Q_{6}}Потери с физической теплотой шлака, удаляемого из топки. Принимается, что
{\displaystyle Q_{6}=a_{s}A^{r}(ct)_{s}},
где {\displaystyle a_{s}} — доля золы, улавливаемой в топке, {\displaystyle A^{r}} — зольность рабочей массы топлива, {\displaystyle (ct)_{s}} — произведение теплоёмкости золы на её температуру (принимается 600 °C при твёрдом шлакоудалении или tC+100 °C при жидком).
Сведение теплового баланса позволяет получить коэффициент полезного действия котла брутто
{\displaystyle \eta _{br}=100\%-q_{2}-q_{3}-q_{4}-q_{5}-q_{6}}.
При определении КПД котла нетто из величины {\displaystyle Q_{u}} дополнительно вычитают при расчётах затраты энергии на собственные нужды котла (работу дымососов, насосов, вентиляторов, мельниц и т. п.). Также уравнение теплового баланса позволяет узнать неизвестную величину, зная известные.

## Борьба с потерями
Величину {\displaystyle q_{2}}, имеющую наибольшее значение, можно снижать, прежде всего снижая избыток воздуха в топке (огранично условиями полного сгорания топлива во избежание роста {\displaystyle q_{3,4}} и экологических проблем, а также снижением скорости горения) и температуру уходящих газов (но последнее требует увеличение поверхностей нагрева). С потерями от наружного охлаждения {\displaystyle q_{5}} борются, покрывая котёл теплоизоляцией (это необходимо и по условиям пребывания людей в котельной).